# سوار الذهب علي
سوار الذهب علي محمد عبد الرحمن سوار الذهب (1986 - ) إعلامي ومُعلق رياضي سوداني، يعمل في قنوات بي إن سبورتس. عمل في قناة الجزيرة، وهو مُعدّ ومُنتج ومُقدم برنامج «عُمران» الذي ينقل واقع المُهجرين السوريين في شمال سوريا ومُعاناتهم، ويُسلّط الضوء على عدة مواضيع مثل التعليم وعمالة الأطفال وجهود الدفاع المدني في المنطقة، وغيرها من المواضيع التي تنقل مُعاناة المُهجرين وتُسهم في إحداث التغيير، يُذكر أن البرنامج عُرض على تلفزيون قطر في أول أيام شهر رمضان لعام 1442 هجريًّا الموافق 13 أبريل 2021 ميلاديًّا.

## وصلات خارجية
- سوار الذهب على موقع كووورة